# بب
بب (به مجاری:  Béb) یک شهرداری در مجارستان است که در ناحیه پاپا واقع شده‌است. بب ۷٫۰۴ کیلومتر مربع مساحت و ۲۴۱ نفر جمعیت دارد.